# Album al numero uno nella Billboard 200 nel 2011

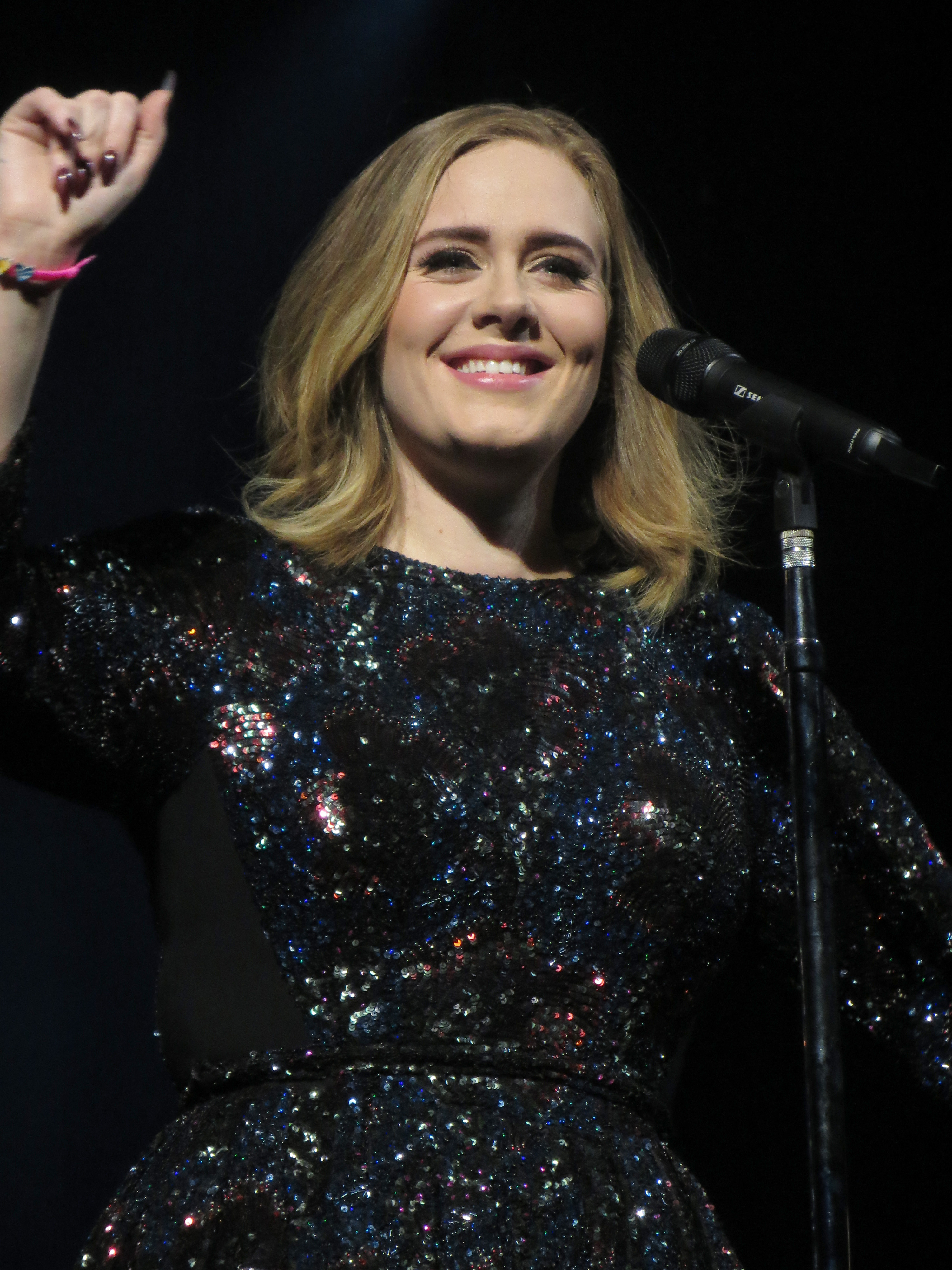
Con quasi 6 milioni di copie accumulate, 21 di Adele è stato l'album più venduto del 2011

Di seguito è proposta la lista degli album al numero uno nella Billboard 200 nel 2011. La Billboard 200, pubblicata dalla rivista Billboard, è una classifica settimanale che considera i 200 album e EP più venduti negli Stati Uniti. I dati sono raccolti e compilati dalla Nielsen SoundScan prendendo in considerazione le vendite fisiche e digitali degli album accumulate settimanalmente.
Nel 2010 sono stati 30 gli album che hanno raggiunto la prima posizione della Billboard 200, ai quali si aggiunge Speak Now della cantante americana Taylor Swift che aveva raggiunto la vetta già nel 2010.
Il secondo album in studio della cantante britannica Adele, 21, è stato l'album di maggior successo del 2011, nonché quello più venduto e quello con la più lunga permanenza alla vetta della classifica. L'album, infatti, ha speso 13 settimane non consecutive in prima posizione e ha venduto circa 5.8 milioni di copie nell'anno, le più alte vendite sin da quando Confessions di Usher vendette 8 milioni di copie nel 2004. 21 è diventato anche l'album che ha ottenuto le migliori prestazioni generali del 2011, concludendo alla prima posizione della classifica di fine anno Billboard 200 Year-End.
Born This Way di Lady Gaga è stato l'album con il miglior debutto dell'anno in termini di vendite, aprendo con 1.10 milioni di copie nella prima settimana di disponibilità.

## Billboard 200
| † | Indica l'album con le migliori prestazioni del 2011 |

| Data         | Album                          | Artista            | Tot. sett. #1 | Unità vendute | Fonti  |
| ------------ | ------------------------------ | ------------------ | ------------- | ------------- | ------ |
| 1º gennaio   | Speak Now                      | Taylor Swift       | 6             | 259.000       | [ 8 ]  |
| 8 gennaio    | Speak Now                      | Taylor Swift       | 6             | 276.000       | [ 9 ]  |
| 15 gennaio   | Speak Now                      | Taylor Swift       | 6             | 77.000        | [ 10 ] |
| 22 gennaio   | Speak Now                      | Taylor Swift       | 6             | 52.000        | [ 11 ] |
| 29 gennaio   | Showroom of Compassion         | Cake               | 1             | 44.000        | [ 12 ] |
| 5 febbraio   | The King Is Dead               | The Decemberists   | 1             | 94.000        | [ 13 ] |
| 12 febbraio  | Mission Bell                   | Amos Lee           | 1             | 40.000        | [ 14 ] |
| 19 febbraio  | Pink Friday                    | Nicki Minaj        | 1             | 45.000        | [ 15 ] |
| 26 febbraio  | Now 37                         | Artisti vari       | 1             | 151.000       | [ 16 ] |
| 5 marzo      | Never Say Never – The Remixes  | Justin Bieber      | 1             | 165.000       | [ 17 ] |
| 12 marzo     | 21 †                           | Adele              | 24            | 352.000       | [ 18 ] |
| 19 marzo     | 21 †                           | Adele              | 24            | 168.000       | [ 19 ] |
| 26 marzo     | Lasers                         | Lupe Fiasco        | 1             | 204.000       | [ 20 ] |
| 2 aprile     | 21 †                           | Adele              | 24            | 98.000        | [ 21 ] |
| 9 aprile     | F.A.M.E.                       | Chris Brown        | 1             | 270.000       | [ 22 ] |
| 16 aprile    | Femme Fatale                   | Britney Spears     | 1             | 276.000       | [ 23 ] |
| 23 aprile    | 21 †                           | Adele              | 24            | 88.000        | [ 24 ] |
| 30 aprile    | Wasting Light                  | Foo Fighters       | 1             | 235.000       | [ 25 ] |
| 7 maggio     | 21 †                           | Adele              | 24            | 153.000       | [ 26 ] |
| 14 maggio    | 21 †                           | Adele              | 24            | 124.000       | [ 27 ] |
| 21 maggio    | 21 †                           | Adele              | 24            | 155.000       | [ 28 ] |
| 28 maggio    | 21 †                           | Adele              | 24            | 156.000       | [ 29 ] |
| 4 giugno     | 21 †                           | Adele              | 24            | 137.000       | [ 30 ] |
| 11 giugno    | Born This Way                  | Lady Gaga          | 2             | 1.108.000     | [ 31 ] |
| 18 giugno    | Born This Way                  | Lady Gaga          | 2             | 174.000       | [ 32 ] |
| 25 giugno    | 21 †                           | Adele              | 24            | 114.000       | [ 33 ] |
| 2 luglio     | Hell: The Sequel               | Bad Meets Evil     | 1             | 171.000       | [ 34 ] |
| 9 luglio     | The Light of the Sun           | Jill Scott         | 1             | 135.000       | [ 35 ] |
| 16 luglio    | 4                              | Beyoncé            | 2             | 310.000       | [ 36 ] |
| 23 luglio    | 4                              | Beyoncé            | 2             | 115.000       | [ 37 ] |
| 30 luglio    | Red River Blue                 | Blake Shelton      | 1             | 116.000       | [ 38 ] |
| 6 agosto     | 21 †                           | Adele              | 24            | 77.000        | [ 39 ] |
| 13 agosto    | Chief                          | Eric Church        | 1             | 145.000       | [ 40 ] |
| 20 agosto    | 21 †                           | Adele              | 24            | 76.000        | [ 41 ] |
| 27 agosto    | Watch the Throne               | Jay-Z & Kanye West | 2             | 436.000       | [ 42 ] |
| 3 settembre  | Watch the Throne               | Jay-Z & Kanye West | 2             | 177.000       | [ 43 ] |
| 10 settembre | The R.E.D. Album               | Game               | 1             | 98.000        | [ 44 ] |
| 17 settembre | Tha Carter IV                  | Lil Wayne          | 2             | 964.000       | [ 45 ] |
| 24 settembre | Tha Carter IV                  | Lil Wayne          | 2             | 219.000       | [ 46 ] |
| 1º ottobre   | Own the Night                  | Lady Antebellum    | 1             | 347.000       | [ 47 ] |
| 8 ottobre    | Duets II                       | Tony Bennett       | 1             | 179.000       | [ 48 ] |
| 15 ottobre   | Cole World: The Sideline Story | J. Cole            | 1             | 218.000       | [ 49 ] |
| 22 ottobre   | Clear as Day                   | Scotty McCreery    | 1             | 197.000       | [ 50 ] |
| 29 ottobre   | Evanescence                    | Evanescence        | 1             | 127.000       | [ 51 ] |
| 5 novembre   | 21 †                           | Adele              | 24            | 106.000       | [ 52 ] |
| 12 novembre  | Mylo Xyloto                    | Coldplay           | 1             | 447.000       | [ 53 ] |
| 19 novembre  | Under the Mistletoe            | Justin Bieber      | 1             | 210.000       | [ 54 ] |
| 26 novembre  | Blue Slide Park                | Mac Miller         | 1             | 144.000       | [ 55 ] |
| 3 dicembre   | Take Care                      | Drake              | 1             | 631.000       | [ 56 ] |
| 10 dicembre  | Christmas                      | Michael Bublé      | 5             | 227.000       | [ 57 ] |
| 17 dicembre  | Christmas                      | Michael Bublé      | 5             | 293.000       | [ 58 ] |
| 24 dicembre  | Christmas                      | Michael Bublé      | 5             | 479.000       | [ 59 ] |
| 31 dicembre  | Christmas                      | Michael Bublé      | 5             | 448.000       | [ 60 ] |

Note:
1. ↑  Ha raggiunto il numero uno anche nel 2010
2. 1 2 3 4 5 6 7 8  Ha raggiunto il numero uno anche nel 2012
3. ↑  Ha raggiunto il numero uno anche nel 2012